# Laurence Lindo
Sir Henry Laurence Lindo CMG (* 13. August 1911 in Port Maria; † 8. Mai 1980 in London) war ein jamaikanischer Diplomat.

## Leben
Henry Laurence Lindo war der Sohn von Ethel Mary Gibson und Henry Alexander Lindo, er besuchte das Jamaica College.
Von 1931 bis 1934 war er Rhodes Stipendiat der Anglistik am Keble College in Oxford.
Von 1935 bis 1943 war Schulinspektor dritter Klasse der Schulen für Jamaika.
Von 1939 bis 1943 war er Assistent Information Officer in Jamaika.
Von 1943 bis 1952 wurde er im Kolonial-Secretariat in Jamaika beschäftigt.
Von 1952 bis 1959 war er Administrator von Dominica. Er war der erste auf den Westindischen Insel geborene, welcher für eine derartige Regierungsfunktion ernannt wurde.
In seiner Amtszeit wurde das Straßennetz ausgebaut und eine Verwaltungsreform durchgeführt.
1957 wurde er mit dem Order of Jamaica ausgezeichnet.
1957 und 1959 war er geschäftsführender Gouverneur der Inseln über dem Winde (Antillen).
Von 1960 bis 1962 war er Sekretär des Gouverneurs von Jamaika Kenneth Blackburne als für Jamaika nach 300 Jahren das postkoloniale Zeitalter begann.
1962, im Jahr der jamaikanischen Unabhängigkeit, wurde er Hochkommissar (Commonwealth) in London.
Als Hochkommissar war er an Verhandlungen zu Darlehen und einen Zuschuss von einer Million Pfund pro Jahr der britischen Regierung an die jamaikanische Regierung beteiligt.
Von August 1962 bis Dezember 1973 war er Hochkommissar in London.
1972 wurde er Doyen des diplomatischen Corps in London, obwohl Hochkommissar ursprünglich als Crown servant nicht zum diplomatischen Corps gezählt wurden.
Am 30. März 1963 wurde er bei der Europäischen Kommission von Franco Maria Malfatti akkreditiert und vertrat bei Robert Schuman jamaikanischen Interessen im Rahmen des Beitritts Großbritanniens zum Gemeinsamen Markt.
Von 1966 bis Dezember 1973 war er mit Sitz in London Botschafter in Paris.
Von 1967 bis 1970 war er mit Sitz in London Botschafter in Bonn.
| Vorgänger | Amt                                                                  | Nachfolger         |
| --------- | -------------------------------------------------------------------- | ------------------ |
| —         | Premierminister von Dominica 1952–1959                               | Patrick John       |
| —         | High Commission of Jamaica, London 1962–1973                         | Arthur Wint        |
| —         | Jamaikanischer Botschafter bei der Europäischen Kommission 1963–1971 | Eric Frank Francis |
| —         | Jamaikanischer Botschafter in Bonn 1967–1970                         | Keith Johnson      |